# Spot publicitario de İş Bank con Atatürk
El spot publicitario del İş Bankası en el que aparece Atatürk, el fundador de Turquía, fue puesto en antena en los canales de la televisión turca el 10 de noviembre de 2007, coincidiendo con el 69.º aniversario de su fallecimiento. Este es el primer spot publicitario en el que aparece Atatürk. "Atatürk" se traduce como el padre de todos los Turcos.

## Argumento
El spot publicitario presenta un diálogo entre un chico y Atatürk trabajando en un jardín de rosas. Una espina pincha el dedo de Atatürk. El chico pregunta cómo puede una espina picar la mano de Atatürk. Atatürk replica con la pregunta "¿Podría no picarme?" El niño pregunta cómo puede sangrar la mano de Atatürk. Atatürk contesta a esto ¿Podría no sangrar? Impresionado, el chico le pregunta que si no es acaso Atatürk. Éste le dice que ciertamente lo es. El chico, sin reponerse, le contesta "pero..." Atatürk le interrumpe diciendo que si alguien va a cultivar una rosa, sufrirá dolor, sangrará, lo hará con su sudor bajo el sol, habrá gente que discutirá con el jardinero sobre cómo se supone que debe cultivarse una rosa. Atatürk continúa diciendo que el chico debería hacerle una sola pregunta: "¿Quiero hacer un jardín de rosas de este lugar? ¿Quiero cultivar las rosas más hermosas del mundo en este lugar?" Posteriormente Atatürk añade que si lo que realmente desea el chico es eso, "no debería importarle ni las espinas que pinchan ni las palabras que se dicen". Atatürk continúa aseverando que sea quien sea, todo lo que le importa es el aroma de ese jardín de rosas, y concluye preguntando si el chico ha comprendido la lección y si esta de acuerdo con ella. El anuncio cierra el espacio con la afirmación "Recordamos respetuosamente a Mustafa Kemal Atatürk, el fundador de nuestro país y del banco".

## Producción
El spot publicitario fue dirigido por Gürkan Kurtkaya y fue rodado en blanco y negro para ambientarlo históricamente con el eslogan "las rosas que Tú cultivaste están de luto" (Título original:Yetiştirdiğin güller bugün matemdeler). La preparación de este corte publicitario duró tres semanas. El rodaje del film en sí mismo duró 3 días. Un equipo técnico hecho de más de 50 personas tomó parte en la filmación. En los detalles de la ambientación de la época se consultó a Rıdvan Akar.
En el papel del chico actuó Hakan Büyüktopçu y el papel de Atatürk lo desempeñó Haluk Bilginer. Antes del rodaje, Haluk Bilginer recibió un maquillaje de aspecto natural cuya realización llevó horas. Incluyendo los test de rodaje, Bilginer empleó un total de 40 horas en la sala de maquillaje. Las labores de maquillaje fueron dirigidas por  Vittorio Sodano y su equipo. Durante una semana, el equipo de maquillaje trabajó en Italia en las preparaciones y una semana adicional en el equipo durante el rodaje. Para convertir la cara de Bilginer en Atatürk, primero se hizo un molde de su cara. El pelo y las cejas que fueron preparadas en Italia fueron colocadas en su lugar por Suzan Kardeşen una labor que exigió 2 días de trabajo. El vestuario se basaba en una fotografía del 21 de junio de 1936 de Atatürk. El diseñador Nalan Türkoğlu y su equipo de seis personas crearon diez trajes en una semana.
Para encontrar un lugar adecuado para la toma que representa los personajes de la época, tres equipos separados buscaron en Estambul, Edirne, Prusa, Esmirna y Antalya. Finalmente,  Paşabahçe fue el escenario acordado para su conclusión. Se creó un equipo especial para la filmación, y el spot de 107 comenzó al amanecer y duró hasta altas horas de la noche. Después de cada toma, Bilginer se ponía detrás de la cámara e inspeccionaba cada plano.

## Acogida
El parecido de Haluk Bilginer con Atatürk es altamente destacado por la crítica. Actuando en el papel de Atatürk por primera vez, el mismo Bilginer aseguró que se sentía honrado con el papel y que estaba muy entusiasmado con la oportunidad de ponerlo en escena.
El comercial también estableció un candidato para el papel de Atatürk en la película biográfica que saldrá próximamente a la gran pantalla. Kevin Costner, que estaba en Turquía en un concierto, declinó el papel, preguntando si no había un actor turco que lo representara. El anuncio que retrataba a Turquía como un jardín de rosas también mostraba las dificultades de Atatürk para abordar su tarea.